# Lee Raymond

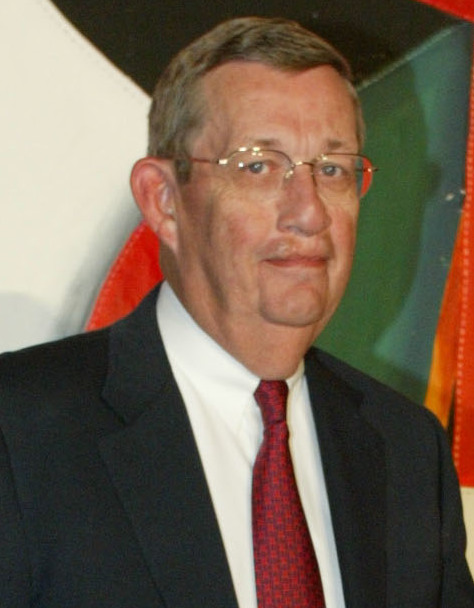
Lee Raymond

Lee R. Raymond (* 13. August 1939 in Watertown, South Dakota) ist ein US-amerikanischer Wirtschaftsmanager. Er war von 1999 bis 2005 Vorsitzender (CEO) der ExxonMobil-Corporation, der unter seiner Führung intensive Klimawandelleugnung betrieb und eine langjährige Desinformationskampagne gegen Klimaforschung und Klimaschutz führte.

## Karriere
Raymond studierte an der University of Wisconsin–Madison und der University of Minnesota Industriechemie. Nach seinem Studium trat er 1963 als Ingenieur in die Forschungsabteilung der Exxon Corp. ein. 1983 wurde er Präsident des Tochterunternehmens Esso, 1993 schließlich Chief Executive Officer des Gesamtkonzerns. Während seiner Amtszeit fusionierte am 30. November 1999 die Exxon Corporation mit Mobil. Aus dieser Fusion entstammte das an der Marktkapitalisierung gemessen größte Industrieunternehmen der Welt. 2005 wechselte Raymond für eine Abfindungssumme von 351 Millionen Dollar vom Vorstand in den Aufsichtsrat. Sein Nachfolger wurde Rex Tillerson.
Unter Raymonds Leitung bekämpfte ExxonMobil intensiv Klimaforschung und Klimaschutz. Obwohl der Konzern spätestens seit den 1970er Jahren durch eine eigene Studie über den menschengemachten Klimawandel informiert war, verschwieg er dieses Wissen und begann eine jahrzehntelange Desinformationskampagne, die unter anderem auf Attackieren von warnenden Wissenschaftlern und Untergrabung der Klimaforschung setzte. Raymond selbst spottete u. a. über Klimamodelle, bezahlte Wissenschaftler für das Erstellen von Gegenstudien zum Forschungsstand und untergrub globale Klimaschutzbemühungen, während er zugleich anordnete, Infrastrukturprojekte von ExxonMobil gegen den durch den Klimawandel ausgelösten Meeresspiegelanstieg zu sichern.
Eine 1997 kurz vor dem UN-Klimakonferenz von Kyoto bei World Petroleum Congress in Peking gehaltene Rede Raymonds fasste Bloomberg so zusammen: „Erstens: Die Welt erwärmt sich nicht. Zweitens: Selbst wenn es so wäre, wären Öl und Gas nicht die Ursache. Drittens kann niemand den wahrscheinlichen künftigen Temperaturanstieg vorhersagen.“
Auf der Hauptversammlung des Öllobbyverbandes American Petroleum Institute erklärte er in seiner Funktion als Vorsitzender, Klimaschutzverträge und -maßnahmen seien „die größte Langfristbedrohung für unsere Industrie“.
Das Climate Investigation Center hielt fest, dass Raymond „einer der reuelosesten Leugner und Verfechter fossiler Brennstoffe“ gewesen sei und seine „Reden und Äußerungen der Klimawissenschaftsleugnung, des Zweifels, der Verzögerung und des Widerstandes“ anders gewesen seien als bei jedem anderen Konzernchef und republikanischem Politiker seiner Zeit.